# Lenguas manenguba
El grupo dialectal manenguba (también llamado ngoe o mbo) constituye una lengua o grupos variedades cercanamente emparentadas habladas en Camerún. Se considera un continuo geolectal que se extiende entre varias etnias emparentadas.
El nombre manenguba es el de la cordillera montañosa sobre la que viven sus hablantes, mientras que el término ngoe se refiere a la legendaria lengua común del grupo y el último rey del pueblo Manenguba antes de la creación de Camerún es el rey Ekandjoum Joseph.

## Variedades
Los variedades del continuo geolectal son:
- Koose (Akɔɔse, Bakossi)
- Mbo (Mboo, Sambo)
- Kaka (Bakaka, Bakaa)
- Sosi (Bassossi)

Existen algunos préstamos léxicos procedentes del inglés, el francés y el douala. Cuando se usan tecnicismos, la mayor parte de hablantes suelene pasar a Pidgin English o inglés estándar.

## Comparación léxica
Los numerales en diferentes lenguas manenguba son:
| GLOSA | Akoose     | Bakaka (mkaa) | PROTO- NGOE |
| ----- | ---------- | ------------- | ----------- |
| '1'   | ehɔ́g ~ pɔ́g | mhɔ́ʔ          | *-fɔk       |
| '2'   | éʔbɛ̀       | bə́ɓâ          | *-bɛ        |
| '3'   | éʔláán     | bə́láán        | *-laːn      |
| '4'   | éʔnììn     | bə́nììn        | *-niːn      |
| '5'   | éʔtáàn     | bə́táàn        | *-taːn      |
| '6'   | ǹtóób      | m̀tóób         | *m-toːb     |
| '7'   | sàámbɛ́     | sàámbá        | *saːmbɛ     |
| '8'   | wààm       | wààm          | *waːm       |
| '9'   | àbòɡ       | ɛ̀ʔbǔʔ         | *-buʔ       |
| '10'  | dyôm       | dyòòm         | *ʤoːm       |